# Liste der Ehrenbürger von Wuppertal
Die Ehrenbürgerschaft ist die höchste Auszeichnung, die die Stadt Wuppertal vergibt. Sie zeichnet damit Persönlichkeiten aus, die sich um die Stadt verdient gemacht haben. Nach dem Zweiten Weltkrieg hatte die Stadt 13 Personen zu Ehrenbürgern ernannt. An die Ehrenbürgerschaft sind weder Privilegien noch Pflichten geknüpft.
Außerdem waren 1933 Adolf Hitler, Paul von Hindenburg und August Wilhelm von Preußen zu Ehrenbürgern ernannt worden. Diese Ehrungen wurden nach Ende des Zweiten Weltkriegs wieder aberkannt.
Hinweis: Die Auflistung erfolgt chronologisch nach Datum der Zuerkennung.

## Die Ehrenbürger der Stadt Wuppertal
- Adolf Hitler (* 20. April 1889 in Braunau am Inn; † 30. April 1945 in Berlin)

Reichskanzler
Verleihung am 4. April 1933, aberkannt nach dem Zweiten Weltkrieg
 
- Paul von Hindenburg (* 2. Oktober 1847 in Posen; † 2. August 1934 auf Gut Neudeck)

Reichspräsident
Verleihung am 4. April 1933, aberkannt nach dem Zweiten Weltkrieg
 
- August Wilhelm von Preußen (* 29. Januar 1887 in Potsdam; † 25. März 1949 in Stuttgart),

SA-Oberführer
Verleihung am 26. August 1933, aberkannt nach dem Zweiten Weltkrieg
 
1. Gerhard Domagk (* 30. Oktober 1895 in Lagow; † 24. April 1964 in Königsfeld im Schwarzwald)
Bakteriologe und Nobelpreisträger für Medizin und Physiologie
Verleihung am 15. Januar 1951
2. Eduard von der Heydt (* 26. September 1882 in Elberfeld; † 3. April 1964 in Ascona)
Bankier und Kunstsammler
Verleihung am 9. November 1952
3. Hermann Herberts (* 4. April 1900 in Cronenberg; † 25. Dezember 1995 in Wuppertal)
Oberbürgermeister 1956 bis 1961 und 1964 bis 1969
Verleihung am 14. April 1980
Die Verleihung erfolgte anlässlich des 80. Geburtstages von Herberts. Die Stadt würdigte damit seine Leistungen beim Wiederaufbau der Stadt.
4. Johannes Rau (* 16. Januar 1931 in Wuppertal; † 27. Januar 2006 in Berlin)
Oberbürgermeister Wuppertals, Ministerpräsident Nordrhein-Westfalens
Verleihung am 28. Januar 1991
Rau wurde für seine vielfältigen Verdienste um die Stadt, vor allem die Gründung der Bergischen Universität ausgezeichnet.
5. Kurt Drees (* 1925 in Barmen; † 18. Januar 1998 in Wuppertal)
Bürgermeister
Verleihung am 18. Juni 1993
6. Gottfried Gurland (* 28. Januar 1918 im Baltikum; † 31. Oktober 2002 in Wuppertal)
Oberbürgermeister
Verleihung am 27. Januar 1998
Gurland ist mit 14 Jahren der dienstälteste Oberbürgermeister in der Geschichte der Stadt. Aus Anlass seines 80. Geburtstages wurde er zum Ehrenbürger ernannt.
7. Ruth Kolb-Lünemann (* 7. Juni 1924 in Elberfeld; † 1. Juni 1999)
Mitglied des Rates der Stadt 1952 bis 1994
Verleihung am 16. Dezember 1998
8. Ursula Kraus (* 2. August 1930 in Neunkirchen; † 2. August 2021)
Oberbürgermeisterin 1984 bis 1996, Mitglied des Rates 1984 bis 1999 und Mitglied des Landtags Nordrhein-Westfalens 1980 bis 1996
Verleihung am 28. August 2000
9. Jörg Mittelsten Scheid (* 7. Mai 1936 in Wuppertal)
persönlich haftender Gesellschafter der Firma Vorwerk & Co., 1985 bis 1997 Präsident der IHK Wuppertal-Solingen-Remscheid
Verleihung am 3. Dezember 2001
10. Willfried Penner (* 25. Mai 1936 in Wuppertal)
bis 2005 Wehrbeauftragter des Deutschen Bundestages
Verleihung am 7. März 2005
11. Pina Bausch (* 27. Juli 1940 in Solingen; † 30. Juni 2009 in Wuppertal)
Tanzpädagogin und Ballettdirektorin des gleichnamigen Tanztheaters
Verleihung am 27. Mai 2008
12. Lore Jackstädt (* 14. März 1924 in Elberfeld; † 31. Januar 2019)
Unternehmerwitwe und Vorsitzende der Jackstädt-Stiftung
Verleihung am 10. Juni 2010
13. Tony Cragg (* 9. April 1949 in Liverpool)
Seit 1977 in Wuppertal lebender englischer bildender Künstler
Verleihung am 28. März 2014
14. Ernst-Andreas Ziegler (* 28. November 1938 in Weimar)
Journalist, ehemaliger Presseamtsleiter und Vorsitzender der Junior-Uni-Geschäftsführung
Verleihung am 18. November 2019

## Die Ehrenbürger der Vorgängergemeinden von Wuppertal
Die Vorgängergemeinden Barmen und Elberfeld sowie Cronenberg und Ronsdorf haben auch die Ehrenbürgerschaft verliehen. Vohwinkel hat wohl in der Zeit mit Städteordnung (1921–1929) keine Ehrenbürgerwürde verliehen. Die Informationen dazu sind aber lückenhaft.

### Die Ehrenbürger der Stadt Barmen
1. August Wilhelm Bredt (* 16. März 1817 in Barmen; † 23. März 1895 in Honnef)
Oberbürgermeister Barmens
Verleihung: 1879
Anlässlich seines Ausscheidens aus dem Amt, das er lange in Barmen innehatte.
2. Otto Fürst von Bismarck (* 1. April 1815 in Schönhausen; † 30. Juli 1898 in Friedrichsruh bei Hamburg)
Erster Reichskanzler des Deutschen Reiches
Verleihung: 1895
Anlässlich seines 80. Geburtstags.
3. Heinrich Eisenlohr (* 15. April 1816; † 8. Januar 1899)
Kaufmann, Politiker und Ehrenamtler
Verleihung am 14. April 1896
4. Otto Jäger (* 6. Juni 1827; † 23. August 1892)
Fabrikant und Ehrenamtler
Verleihung am: ?
5. Otto Schüller (* 5. Oktober 1829; † 30. November 1899)
Kaufmann und Beigeordneter
Verleihung am 28. März 1899
6. Wilhelm Werlé (* 26. September 1804; † 28. August 1880)
Stadtverordneter, Beigeordneter und Direktor der Barmer Gaserleuchtungsgesellschaft
Verleihung am: ?

### Die Ehrenbürger der Stadt Elberfeld

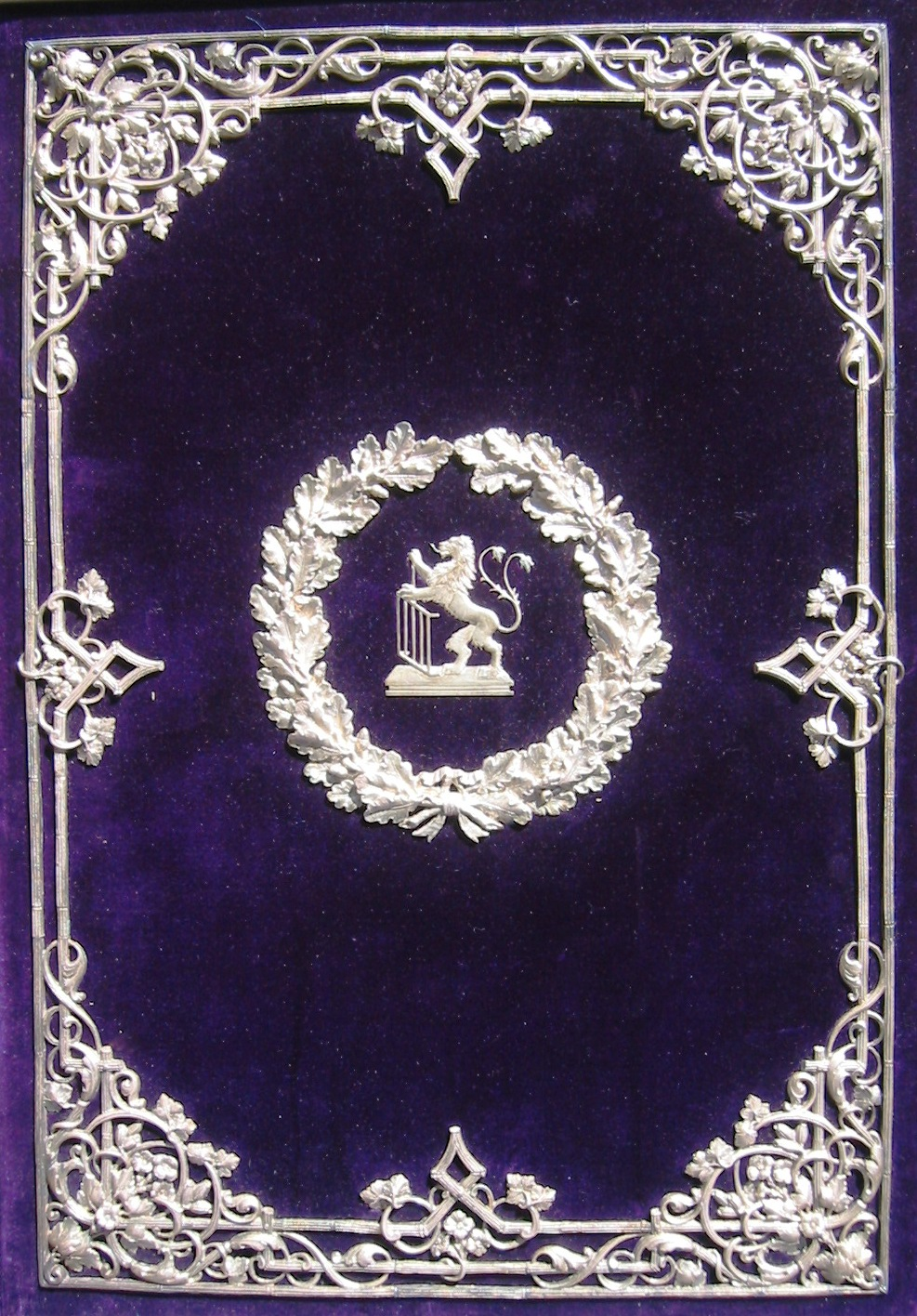
Ehrenbürgerbrief für Friedrich Philippi

1. Ehrenbürgerbrief für Friedrich PhilippiJohann Friedrich Hector Philippi (* 16. März 1802 in Hannover; † 1. Januar 1880 in Poppelsdorf bei Bonn)
Landgerichtspräsident a. D. Geh. Oberjustizrat
Verleihung am 1. April 1875 (Stadtverordnetenbeschluß)
Anlässlich seines Ausscheidens aus dem Amt, das er lange in Elberfeld innehatte.[5]
2. Karl Emil Lischke (* 30. Dezember 1813 in Stettin; † 14. Januar 1886 in Bonn)
Oberbürgermeister Elberfelds a. D. Geh. Regierungsrat und Sammler
Verleihung am 30. Mai 1876 (Stadtverordnetenbeschluß)
Anlässlich seines Ausscheidens aus dem Amt.
3. Otto Fürst von Bismarck (* 1. April 1815 in Schönhausen; † 30. Juli 1898 in Friedrichsruh bei Hamburg)
Erster Reichskanzler des Deutschen Reiches
Verleihung am 11. März 1895 (Stadtverordnetenbeschluß)
Anlässlich seines 80. Geburtstags.
4. Viktor Stomps (* 8. Dezember 1826; † 9. Februar 1907)
Landgerichtspräsident a. D. Geh. Oberjustizrat
Verleihung am 19. Dezember 1899 (Stadtverordnetenbeschluß)
Anlässlich seines Ausscheidens aus dem Amt, das er lange in Elberfeld innehatte.
5. Freiherr August von der Heydt (* 18. Mai 1851 in Elberfeld; † 28. September 1929 in Bonn)
Generalkonsul und Geheimer Kommerzienrat
Verleihung am 29. Juli 1910 (Dreihundertjahrfeier Elberfelds)
6. Johann Carl August Jung (* 10. Juli 1842 in Barmen; † 29. November 1911 in Elberfeld)
Geheimer Kommerzienrat, Präsident der Handelskammer Elberfeld
Verleihung am 29. Juli 1910 (Dreihundertjahrfeier Elberfelds)
7. Christian Hoeft (* 10. Mai 1847 in Riesenberg/Schlesien; † 8. Februar 1935 in Wuppertal-Elberfeld)
Präsident der Königlichen Eisenbahndirektion Elberfeld
Verleihung am 29. Juli 1910 (Dreihundertjahrfeier Elberfelds)
8. Ewald Aders (* 5. April 1842 in Elberfeld; † 24. September 1920 in Elberfeld)
Bankier und Vorsitzender der Armenverwaltung
Verleihung: 1918

### Die Ehrenbürger der Stadt Cronenberg

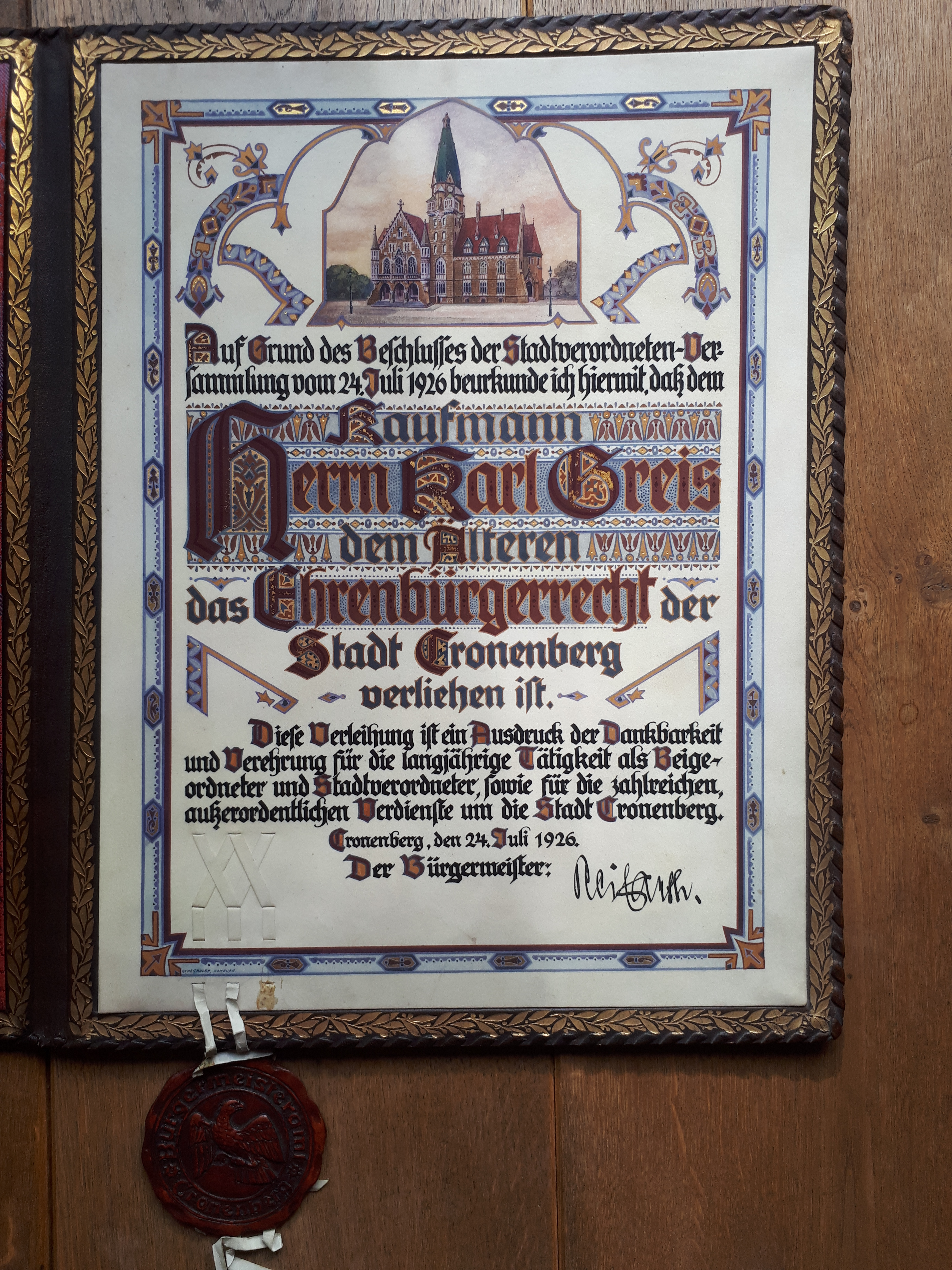
Ehrenbürgerbrief für Carl Greis

1. Otto Graf von Bismarck (* 1. April 1815 in Schönhausen; † 30. Juli 1898 in Friedrichsruh bei Hamburg)
Erster Reichskanzler des Deutschen Reiches
Verleihung am 23. Juni 1895
2. Henry Theodore von Böttinger (* 10. Juli 1848 in Burton-upon-Trent; † 9. Juni 1920 in Charlottenburg)
Industrieller der Chemieindustrie, Verbandsvertreter und nationalliberaler Politiker
Verleihung am 20. Februar 1907
3. Albert Kemmann (* 1858; † 1931)
Bürgermeister Cronenbergs
Verleihung am 5. März 1920
4. Ehrenbürgerbrief für Carl GreisCarl Greis sen. (* 1851; † 1928) 
Kaufmann und Kommunalpolitiker
Verleihung am 24. Juli 1924
5. Hubert Holzschneider (* 1849; † 1928)
Sanitätsrat
Verleihung am 25. Juli 1924

### Die Ehrenbürger der Stadt Ronsdorf
1. Otto Graf von Bismarck (* 1. April 1815 in Schönhausen; † 30. Juli 1898 in Friedrichsruh bei Hamburg)
Erster Reichskanzler des Deutschen Reiches
Verleihung: 1895
2. Wilhelm Friedrich Gericke (* 23. September 1823; † 27. September 1873)
Bürgermeister von Ronsdorf
Verleihung: unbekannt[6]
3. Adolf Müller (* 1843; † 25. Mai 1895)
Bürgermeister von Ronsdorf
Verleihung: unbekannt[6]
4. Gustav Adolf Scheidt (* 1827 in Ronsdorf; † 2. Oktober 1908)
Unternehmer und Stifter
Verleihung am 15. Juli 1897